# Горњи Вукшићи
Горњи Вукшићи (хрв. Gornji Vukšići) су насељено место у граду Врбовском, Приморско-горанска жупанија, Хрватска.

## Историја
До територијалне реорганизације у Хрватској били су у саставу старе општине Врбовско.

## Становништво
У попису становништва из 2011. године, Горњи Вукшићи нису имали становника.
| Број становника према пописима | Број становника према пописима | Број становника према пописима | Број становника према пописима | Број становника према пописима | Број становника према пописима | Број становника према пописима | Број становника према пописима | Број становника према пописима | Број становника према пописима | Број становника према пописима | Број становника према пописима | Број становника према пописима | Број становника према пописима | Број становника према пописима | Број становника према пописима |
| ------------------------------ | ------------------------------ | ------------------------------ | ------------------------------ | ------------------------------ | ------------------------------ | ------------------------------ | ------------------------------ | ------------------------------ | ------------------------------ | ------------------------------ | ------------------------------ | ------------------------------ | ------------------------------ | ------------------------------ | ------------------------------ |
| 1857                           | 1869                           | 1880                           | 1890                           | 1900                           | 1910                           | 1921                           | 1931                           | 1948                           | 1953                           | 1961                           | 1971                           | 1981                           | 1991                           | 2001                           | 2011                           |
| 0                              | 0                              | 0                              | 0                              | 0                              | 0                              | 0                              | 0                              | 12                             | 8                              | 9                              | 9                              | 7                              | 6                              | 2                              | 0                              |

Напомена: Исказује се од 1948. као део насеља, а од 1953. као насеље.

### Попис1991.
У попису становништва из 1991. године,Горњи Вукшићи су имали 6 становника, следећег националног састава:
| Popis 1991.‍ | Popis 1991.‍ | Popis 1991.‍ | Popis 1991.‍ | Popis 1991.‍ |
| ----------- | ----------- | ----------- | ----------- | ----------- |
|             |             |             |             |             |
| Hrvati      | Hrvati      |             | 5           | 83,33%      |
| Srbi        | Srbi        |             | 1           | 16,66%      |
| ukupno: 6   |             |             |             |             |

| Попис 1991.‍ | Попис 1991.‍ | Попис 1991.‍ | Попис 1991.‍ | Попис 1991.‍ |
| ----------- | ----------- | ----------- | ----------- | ----------- |
|             |             |             |             |             |
| Хрвати      | Хрвати      |             | 5           | 83,33%      |
| Срби        | Срби        |             | 1           | 16,66%      |
| укупно: 6   |             |             |             |             |